# Jamie Moyer
Jamie Moyer (* 18. November 1962 in Sellersville, Pennsylvania) ist ein ehemaliger US-amerikanischer Baseballspieler und Starting Pitcher in der Major League Baseball. Sein letzter Verein waren die Colorado Rockies in der National League.

## High School und College
In der High School spielte Moyer für die Souderton Area High School in Souderton. In dieser Zeit gelangen Moyer drei No-Hitter nacheinander. Er pitchte danach für die Saint Joseph’s University und hält dort seit 1984 den Rekord für die meisten Strikeouts in einer Saison. Moyer ist der einzige Baseballspieler der Saint Joseph’s University, dessen Nummer nicht mehr vergeben wird. Nach dem erfolgreichen Jahr 1984 wurde er von den Chicago Cubs in der sechsten Runde des Amateur-Drafts ausgewählt.

## Karriere als Profi
Schon in den Minor Leagues wurde Moyer zweimal in ein All-Star-Team für die New York-Penn League berufen. Sein Debüt und gleich seinen ersten Sieg in der MLB hatte Moyer mit den Chicago Cubs am 16. Juni 1986 gegen Steve Carlton und die Philadelphia Phillies. Noch im selben Jahr gelang ihm ein Complete Game Shutout. Nach seiner bis dahin besten Saison wurde er 1988 im Zuge eines Wechsels, der neun Spieler umfasste – unter anderem Rafael Palmeiro und Mitch Williams, an die Texas Rangers verkauft.
Nach einer Verletzung 1989 holte er sich bei Einsätzen aus dem Bullpen wieder Spielpraxis, wurde aber trotzdem nach der Saison als Free Agent entlassen und erhielt einen Vertrag bei den St. Louis Cardinals, konnte sich aber dort genauso wenig etablieren. Er verbrachte 1991 und 1992 in den Farmteams der Cardinals und der Detroit Tigers. Erst im Dezember 1992 erhielt er wieder einen Vertrag bei den Baltimore Orioles und startete im Mai wieder in der MLB. Nach einem guten Jahr mit zwölf Wins und einem ERA von 3.43 war das Streikjahr 1994 weniger erfolgreich. Auch 1995 musste er um einen Platz in der Starting rotation kämpfen. Er wurde nach der Saison entlassen und fand in den Boston Red Sox einen neuen Verein.

### Seattle Mariners

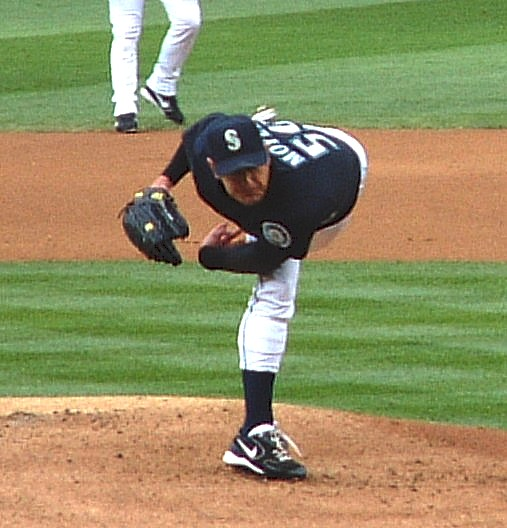
Jamie Moyer pitcht für die Seattle Mariners

Obwohl er zunächst erneut nur im Bullpen eingesetzt wurde, konnte er für Boston sieben Spiele als Starting pitcher bestreiten. Am 30. Juli wurde er zu den Seattle Mariners getradet und schaffte in elf Starts eine Bilanz von 6–2. Mit einem Verhältnis von 13–3 (81,3 %) war er an der Spitze der MLB. 1997 gelangen ihm 17 Siege, bei 17 Wins und 5 Losses hatte er mit .773 die zweitbeste Winning percentage in der American League. Sein erster Start in der Postseason wurde jedoch durch eine Ellbogenverletzung gestoppt. Im folgenden Jahr konnte er seinen hundertsten Sieg feiern und schloss die Saison mit einem ERA von 3.53 ab. Nachdem er auch sein 1000. Strikeout in der Saison verzeichnen konnte, wurde er von der BBWAA zu Seattle's Pitcher of the Year gewählt. Seine Leistungen stabilisierten sich auf einem hohen Niveau und Moyer wurde 1999 in das All-Star-Team von „The Sporting News“ gewählt.
Trotz einer Schulterverletzung konnte er im Folgejahr dreizehn Wins verbuchen, sein ERA stieg jedoch auf 5.49. Durch eine Knieverletzung wurde er schließlich noch um die Teilnahme an der Postseason gebracht.
Seine bis dato beste Saison war 2001. Jamie Moyer hatte entscheidenden Anteil an den 116 Siegen der Mariners, die einen American-League-Rekord bedeuteten. Mit zwanzig Wins landete er auf dem geteilten zweiten Platz der AL bei einem erneut überdurchschnittlichen ERA von 3.43. Zum ersten Mal spielte er in der Postseason verletzungsfrei und erreichte bei drei Siegen einen ERA von 1.89. In derselben Saison feierte er seinen 150. Sieg. Auch hatte er eines seiner besten Karrierespiele, am 19. Mai konnte er gegen die New York Yankees 21 von 22 Battern direkt wieder zurück ins Dugout schicken. 2003 verbesserte er seinen ERA auf 3.32 bei einer Bilanz von 13–8.
Mit vierzig Jahren hatte Moyer gemessen an der Statistik seine beste Saison. Er gewann 21 Spiele bei einem ERA von 3.27 und einem Winning percentage von .750. Zum ersten Mal fand er Berücksichtigung bei der Wahl in das All-Star-Team der American League. Außerdem wurden ihm der Roberto Clemente Award und der Lou Gehrig Award verliehen.
In der folgenden Saison hatte Moyer mit 7–13 nach zehn Jahren erstmals wieder eine negative Bilanz. Doch schon 2005 kehrten die Erfolge zurück. Neben 13–7 Wins feierte er seinen 200. Major-League-Win und konnte sein 500. Spiel als Starting pitcher beginnen. In seiner Zeit mit den Mariners lautete Moyers Gesamtbilanz 145–87 bei einem 3.97 ERA, erzielt in 324 Spielen insgesamt, er ist damit in etlichen Statistiken der erfolgreichste Pitcher der Mariners.

### Philadelphia Phillies

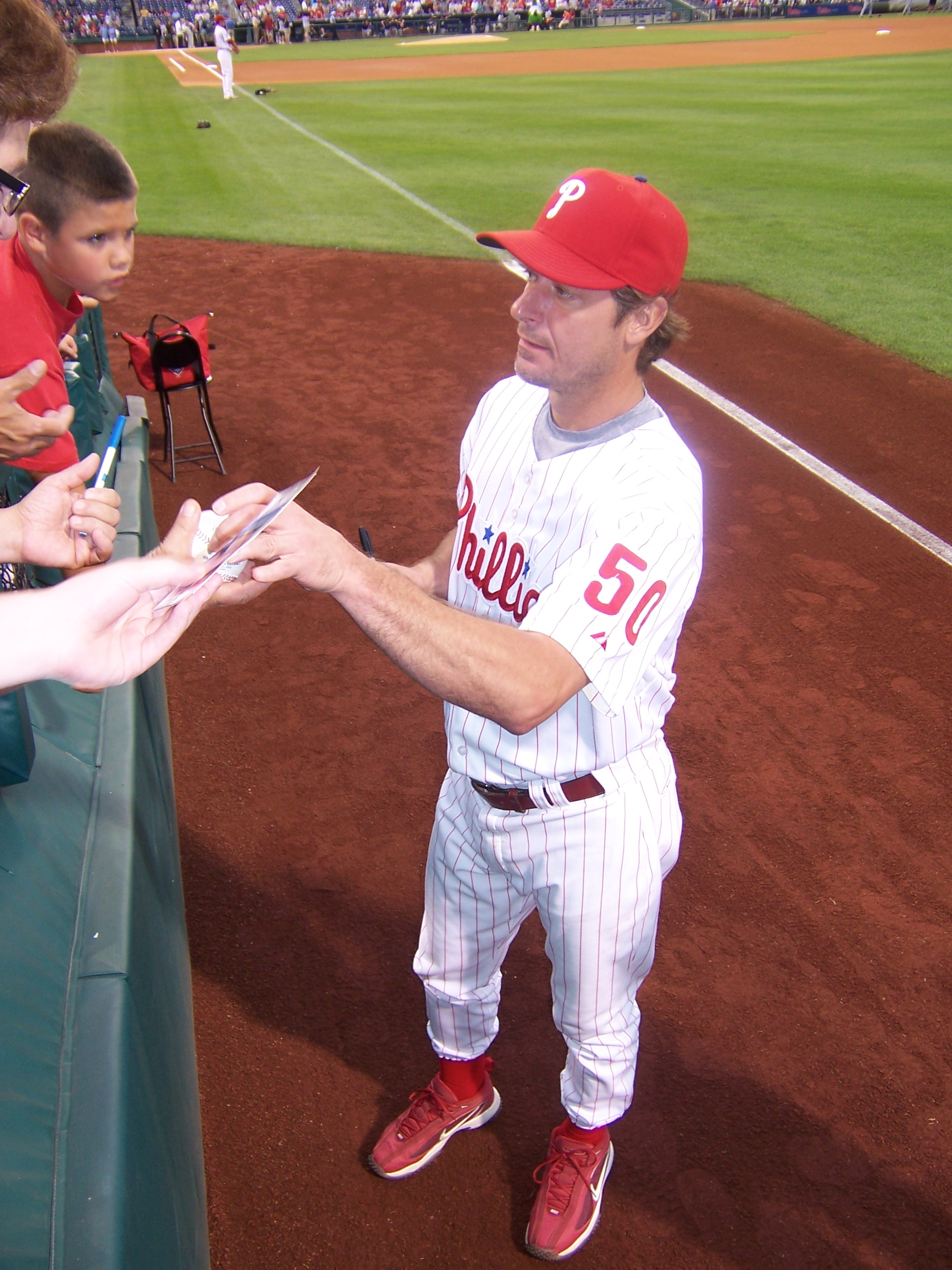
Jamie Moyer gibt Autogramme

Am 19. August 2006 wurde Moyer im Austausch gegen die Minor League Pitcher Andrew Barb und Andrew Baldwin an die Phillies verkauft. Mit seinem ersten Start für Philadelphia wurde Moyer gleich auch der älteste Spieler der Vereinsgeschichte, dem ein Win gelang. Er beendete das Jahr mit einer Bilanz von 5–2 bei einem 4.03 ERA und bekam daraufhin einen Zweijahresvertrag über 10,5 Millionen US-Dollar.
Beim Duell mit Tom Glavine am 13. April 2007 erzielte Moyer das 2000. Strikeout seiner Karriere. In derselben Saison pitchte er noch einen Two-Hitter beim Sieg gegen die Florida Marlins.
Der letzte Spieltag der Saison brachte ein indirektes Duell erneut mit Glavine, beider Mannschaften standen punktgleich an der Tabellenspitze. Moyer bekam den Sieg gegen die Washington Nationals nach einer Glanzvorstellung zugesprochen, während Glavine mit den New York Mets gegen die Marlins ein Debakel mit sieben Runs im ersten Inning erlebte.
Mit Beginn der Saison 2008 war Moyer im Alter von 45 Jahren der älteste aktive Spieler der MLB. Sein Hit gegen Chris Young von den San Diego Padres machte in auch zum ältesten Spieler der Phillies, der je einen Hit erzielte.
Mit seinem 235. Sieg in den Majors am 26. Mai 2008 gegen die Colorado Rockies schaffte es Moyer, einen Sieg gegen jedes einzelne der 30 Major League Teams zu erzielen. Am Ende der Saison erneut mit einem ERA von nur 3.71 und 16 Siegen, konnte er am 27. September 2008 das entscheidende Spiel zum Meisterschaftsgewinn der Phillies in der National League East unter Dach und Fach bringen. In den Play-offs desselben Jahres wurde Moyer mit fast 46 Jahren der zweitälteste Pitcher nach Jack Quinn, der in einem Spiel der Postseason als Starting pitcher antrat.
In der 2008 National League Championship Series mit dem Spiel drei gegen die Los Angeles Dodgers wurde er auch der älteste Pitcher, der jemals um die Meisterschaft der National League spielte, auch wenn er das Spiel nach seiner schwächsten Leistung seit vielen Jahren als Verlierer beendete. Im Finale der World Series 2008 tritt Moyer in Spiel drei gegen die Tampa Bay Rays an.
Moyer ist bekannt für seine akribische Vorbereitung zu seinen Spielen. Er studiert vor den Spielen Videos und besitzt Aufzeichnungen über fast jeden Batter. Zu seinen stärksten Waffen gehört ein unberechenbarer Changeup. Seine Stärken liegen mehr in guter Kontrolle und genauem Timing als in besonders schnellen Würfen. Sein Fastball erreicht ungefähr 79–83 mph (127–133 km/h) außerdem wirft er einen Circle Changeup, einen Cutter und einen Curveball.

### Colorado Rockies
Am 17. April 2012 führte Moyer die Colorado Rockies zu einem 5:3-Erfolg über die San Diego Padres und ist damit der älteste Pitcher, der je eine Partie in der MLB gewinnen konnte. Er löste mit 49 Jahren und 180 Tagen Jack Quinn von den Brooklyn Dodgers (49 Jahre, 70 Tage) als Rekordhalter ab.

## Persönliches
Moyer lebt mit seiner Frau Karen in Magnolia, einem Stadtviertel von Seattle, Washington. Das Paar hat sieben Kinder, darunter ein Adoptivkind aus Guatemala. Die Moyers sind Philanthropen und führen eine private Organisation, die durch Krankheit oder Vernachlässigung in Not geratenen Kindern Hilfe bietet.